# Ullà (ort)
Ullà är en kommunhuvudort i Spanien.   Den ligger i provinsen Província de Girona och regionen Katalonien, i den östra delen av landet, 600 km öster om huvudstaden Madrid. Ullà ligger 42 meter över havet och antalet invånare är 943.
Terrängen runt Ullà är platt västerut, men österut är den kuperad. Runt Ullà är det tätbefolkat, med 356 invånare per kvadratkilometer. Närmaste större samhälle är Torroella de Montgrí, 1,2 km sydost om Ullà. Trakten runt Ullà består till största delen av jordbruksmark.